# Les Plans du sous-marin
Les Plans du sous-marin (The Submarine Plans) est une nouvelle policière d'Agatha Christie mettant en scène Hercule Poirot.
Initialement publiée le 7 novembre 1923 dans la revue The Sketch au Royaume-Uni, cette nouvelle n'a été reprise en recueil qu'en 1951, dans The Under Dog and Other Stories aux États-Unis. Elle a été publiée pour la première fois en France dans le recueil Le Bal de la victoire en 1979.
Cette nouvelle a été développée par la suite plus longuement dans la nouvelle L'Invraisemblable Vol (The Incredible Theft), publiée en revue en 1937.

## Résumé
De nuit, Hercule Poirot est convoqué d'urgence à « Sharples », la demeure de Lord Alloway, Ministre de la Défense et considéré comme un probable futur Premier ministre. Il s'y rend accompagné du capitaine Arthur Hastings et y rencontre également Sir Harry Weardale, « First Sea Lord » séjournant chez Alloway avec son épouse et leur fils Leonard. Les deux hommes expliquent au détective qu'ils l'ont convoqué pour enquêter sur la disparition soudaine des plans du tout nouveau sous-marin de type Z, trois heures plus tôt.
Les faits lui sont résumés. Vers 22 heures, les femmes présentes (Lady Weardale et une invité du nom de Conroy) se sont retirées de même que Leonad Weardale. Alloway a alors demandé à son secrétaire, Fitzroy, de sortir les plans du coffre-fort où ils étaient conservés pour les disposer sur son bureau afin qu'il puisse les étudier avec son invité. En attendant, tous deux sont sortis marcher et fumer un cigare sur la terrasse. Alloway est convaincu d'avoir vu une ombre sortir du salon en question en traversant la terrasse, mais son invité dément formellement l'information. De retour dans la pièce, Alloway a découvert que les plans avaient disparu ; Fitzroy, pour sa part, avait été attiré par un cri de la bonne de Mrs Conroy, persuadée d'avoir vu un fantôme dans l'escalier.
Poirot commence tout d'abord par fouiller l'herbe entourant la terrasse et n'y trouve aucune trace de pas, bien que le sol ait été détrempé par la pluie. Il en déduit que la version de Weardale est la bonne, et qu'aucun individu n'est sorti. Le vol vient de l'intérieur. Fitzroy, le valet, est aussitôt mis hors de cause par son employé : dans la mesure où il dispose d'un accès permanent au coffre, il aurait été bien plus aisé pour lui de faire une copie des plans. Les soupçons se tournent vers Mrs Conroy, au passé nébuleux, et habituée des milieux diplomatiques. Alloway révèle qu'elle a en réalité été invitée pour être plus facilement surveillée, les services secrets l'ayant à l’œil.
Poirot interroge ensuite la bonne de Mrs Conroy au sujet du supposé fantôme, et devine rapidement qu'elle a en réalité été surprise par une furtive tentative de Leonard Weardale pour l'embrasser. Sur ces entrefaites, la mère de ce dernier vient à la rencontre du détective et lui demande si l'affaire serait oubliée si les plans venaient à resurgir. Poirot approuvant, elle lui promet de les lui fournir dans les dix minutes. Il annonce ensuite son départ pour Londres à Alloway, l'informant que les plans lui seront rendus de façon anonyme et sans condition, et lui recommandant de ne mentionner l'affaire à personne d'autre que Fitzroy et Sir Weardale.
Sur le chemin du retour, Hastings demande des explications à son ami. Poirot explique alors que, le coupable venant de l'intérieur ne peut être que Fitzroy (qui n'aurait eu aucun motif) ou Lord Alloway lui-même. Ce dernier avait été suspecté d'avoir été impliqué dans un scandale boursier, des années auparavant et, bien que blanchi, il a pu être l'objet d'un chantage dont les plans auraient été l'enjeu et Mrs Conroy l'auteur. Afin de ne pas trahir les intérêts de son pays, Alloway a alors altéré les plans pour les rendre inutilisables et, afin que Conroy n'ait aucun soupçon, a simulé le vol des plans. Quant à Mrs Weardale, elle ne pouvait être la voleuse et demander un délai de dix minutes, bien supérieur à ce qu'il lui aurait fallu pour les récupérer si elle les avait pris elle-même. Elle supposait en réalité que son fils état l'auteur du larcin et voulait le convaincre, ignorant que le témoignage de la bonne garantissait son innocence.
Hastings reste dubitatif, jusqu'à ce que, quelque temps plus tard, Lord Alloway devienne Premier ministre et face envoyer à Poirot un généreux chèque accompagné d'un mot de remerciements pour sa discrétion.

## Personnages
- Hercule Poirot
- Arthur Hastings
- Lord Alloway, Ministre de la Défense et probable futur Premier ministre
- Sir Harry Weardale, amiral et « First Sea Lord », invité d'Alloway avec son épouse et son fils Leonard
- Fitzroy, secrétaire et homme de confiance de Lord Alloway
- Mrs Conroy, espionne supposée, invitée par Alloway en compagnie de sa domestique

## Publications
Avant la publication dans un recueil, la nouvelle avait fait l'objet de publications dans des revues, dans la série « The Grey Cells of M. Poirot II » :
- le 7 novembre 1923, au Royaume-Uni, dans le no 1606 de la revue The Sketch[1],[2] ;
- en juillet 1925, aux États-Unis, dans le no 3 (vol. 41) de la revue Blue Book Magazine[1].

La nouvelle a ensuite fait partie de nombreux recueils :
- en 1951, aux États-Unis, dans The Under Dog and Other Stories[1],[3]. (avec 8 autres nouvelles) ;
- en 1974, au Royaume-Uni, dans Poirot's Early Cases[1],[4] (avec 17 autres nouvelles) ;
- en 1974, aux États-Unis, dans Hercule Poirot's Early Cases (recueil ne reprenant que 15 des 18 nouvelles du recueil britannique) ;
- en 1979, en France, dans Le Bal de la victoire[5] (recueil ne reprenant que 15 des 18 nouvelles du recueil britannique de 1974, différentes de la sélection du recueil américain).

## Adaptation
Si Les Plans du sous-marin n'a pas été adaptée dans la série télévisée Hercule Poirot, la version allongée écrite par la suite par Agatha Christie, L'Invraisemblable Vol, a fait l'objet d'une adaptation sous le titre de Vol au château (saison 1, épisode 8), mettant cette fois-ci en scène la disparition de plans d'un avion de guerre révolutionnaire, dans des circonstances similaires.